# وازگن ماناسیان
وازگن ماناسیان (ارمنی: Վազգեն Իգնատի Մանասյան؛ ۱۳ مارس ۱۹۵۸ – ۹ ژانویهٔ ۲۰۲۴) بازیکن فوتبال ارمنی‌تبار اهل تاجیکستان بود که در پست مهاجم بازی می‌کرد.

## باشگاهی
از باشگاه‌هایی که در آن بازی کرده‌است می‌توان به زسکا پامیر، زنیت سن پترزبورگ، و فورسکلا پولتاوا اشاره کرد.

## تیم ملی
وی همچنین در تیم ملی فوتبال تاجیکستان بازی کرده‌است. ماناسیان نخستین و تنها بازی ملی خویش را که یک بازی دوستانه بود در تاریخ ۱۷ ژوئن ۱۹۹۲ در دوشنبه مقابل تیم ملی فوتبال ازبکستان انجام داد.

## زندگی شخصی
همسر وی درگذشته است. وی یک دختر به نام اولگا و یک پسر به نام آرسن (زاده ۱۹۸۷) داشت.